# Velké Hamry město
Velké Hamry město je železniční zastávka ve městě Velké Hamry. Zastávka leží na Železný Brod – Tanvald. V roce 2018 zde na znamení zastavovaly všechny osobní vlaky a některé rychlíky jedoucí po této trati.

## Historie
Zastávka byla otevřena v listopadu 2010 z důvodu zlepšení dopravní obslužnosti města – je umístěna blíže centru než stávající nádraží Velké Hamry.

## Popis
Zastávka je jednokolejná s jedním nástupištěm. Nástupiště je dlouhé 90 metrů, široké 3 metry a vysoké 0,55 m. Na straně u místní komunikace je opatřeno šedým zábradlím a dvěma východy. Dále je zde možno spatřit prosklený přístřešek a dvě další lavičky. Osvětleno je šesti nízkými lampami.
Celá zastávka je bezbariérová a vybavená vodící linií pro zrakově postižené.